# Torneio Rio-São Paulo 1951
In 1951 werd het vierde Torneio Rio-São Paulo gespeeld voor clubs uit Rio de Janeiro en São Paulo. De competitie werd gespeeld van 17 februari tot 11 april. Palmeiras werd kampioen.

## Eindstand
| Plaats | Club          | Wed. | W | G | V | Saldo | Ptn. |
| ------ | ------------- | ---- | - | - | - | ----- | ---- |
| 1.     | Palmeiras     | 7    | 5 | 0 | 2 | 25:14 | 10   |
| 2.     | Corinthians   | 7    | 4 | 2 | 1 | 20:12 | 10   |
| 3.     | Bangu         | 7    | 3 | 1 | 3 | 22:18 | 7    |
| 3.     | Flamengo      | 7    | 3 | 1 | 3 | 15:19 | 7    |
| 3.     | America       | 7    | 2 | 3 | 2 | 19:19 | 7    |
| 3.     | Portuguesa    | 7    | 3 | 1 | 3 | 17:23 | 7    |
| 7.     | Vasco da Gama | 7    | 1 | 4 | 2 | 15:18 | 6    |
| 8.     | São Paulo     | 7    | 0 | 2 | 5 | 8:18  | 2    |

|  | Kampioen |

## Kampioen
| Torneio Rio-São Paulo de 1951 |
| São Paulo                     |
| ----------------------------- |
| PALMEIRAS (2º titel)          |